# Dragoun (holub)
Dragoun, též anglický dragoun, je plemeno holuba domácího, původně šlechtěné jako holub poštovní. Je rozšířený po celém světě. Je též předkem současného plemene poštovního holuba.
Dragoun patří mezi klasická bradavičnatá plemena holubů. V minulosti lidé věřili, že ozobí holuba je centrem jeho orientačních schopností a u holubů používaných k přenosu zpráv tento znak upevňovali. Předci dragouna pravděpodobně pochází z Orientu, v současné podobě tento holub existuje už od začátku 18. století. Je to vynikající letec se skvělými orientačními vlastnostmi.
Dragoun je holub podobné velikosti jako holub poštovní, s širokou a krátkou postavou tvaru tupého klínu. Hlava je držena zdvižená, je zaoblená, horní profil hlavy tvoří nízkou křivku, při pohledu shora je hlava mezi očima široká. Zobák je zkrácený, silný, klínovitého tvaru, horní i dolní polovina zobáku jsou stejné šířky. Ozobí je značně vyvinuté, ale nespojuje se s obočnicemi. Oči jsou vždy červené, jen u bílých ptáků vikvové. Obočnice jsou široké, dvoukroužkové a pevně přiléhající a jejich vnější kroužek nepřesahuje temeno hlavy. Krk ptáka je krátký, široký a silný, plynule přecházející v širokou a  dobře klenutou hruď. Trup se zemí svírá úhel 45 %. Křídla jsou silná, krátká a přilehlá k tělu, stejně tak ocas je krátký. Nohy dragouna jsou nižší, rovné a neopeřené.
Opeření je krátké, široké a přiléhající. Dragoun se chová ve všech rázech tzv. poštovního typu v černé i červené řadě, dále v barvách straky, grošované a bílé.